# Aphycus sulamanidzei
Aphycus sulamanidzei – gatunek błonkówki z rodziny suskowatych.
Gatunek ten został opisany w 2016 roku przez G. Dżaposzwiliego na podstawie dwóch samic, odłowionych w Tbilisi.
Bleskotka o ciele długości od 0,9 do 1 mm (bez wystającej części pokładełka). Ubarwiona żółto z brązowawymi: zapleczem, pozatułowiem, tergitami od czwartego do siódmego oraz wierzchołkowymi ⅔ grzbietowej i brzusznej części gaster. Na głowie przyoczka rozstawione są na planie równobocznego trójkąta. Długość biczyka czułków wraz z buławką wynosi od 0,8 do 0,9 szerokości głowy. Na odnóżach tylnej pary brak ciemnego pierścienia w części nasadowej. Długość wystającej części pokładełka wynosi od 0,2 do ćwierci długości gaster.
Gatunek znany wyłącznie z Gruzji.